# Halové mistrovství České republiky v atletice 2018
Halové mistrovství ČR v atletice 2018 se uskutečnilo ve dnech 17.–18. února 2018 v hale Otakara Jandery v Praze ve Stromovce.

## Medailisté

### Muži
| Soutěž                        | Zlato                  | Stříbro                           | Bronz                  |
| 60 m                          | Dominik Záleský 6,68   | Jan Veleba 6,71                   | Štěpán Hampl 6,72      |
| 200 m                         | Pavel Maslák 20,90     | Jan Jirka 21,10                   | Patrik Šorm 21,15      |
| 400 m                         | Michal Desenský 47,12  | Jan Tesař 47,18                   | Filip Šnejdr 47,39     |
| 800 m                         | Vojtěch Mlynář 1:52,94 | Lukáš Hodboď 1:53,33              | Tomáš Vystrk 1:53,95   |
| 1500 m                        | Jakub Holuša 3:48,26   | Jan Kubista 3:49,47               | Daniel Kotyza 3:50,15  |
| 3000 m                        | Jan Friš 8:28,14       | David Kákona 8:30,06              | Michal Šmahel 8:30,44  |
| 60 m př.                      | David Sklenář 7,89     | Marek Lukáš (7,94                 | Václav Sedlák 7,95     |
| Skok do výšky                 | Jaroslav Bába 214 cm   | Marek Bahník 214 cm               | Tadeáš Štěpánek 210 cm |
| Skok o tyči                   | Jan Kudlička 536 cm    | Michal Balner 536 cm              | Lukáš Posekaný 521 cm  |
| Skok daleký                   | Radek Juška 799 cm     | Adam Zelinka 733 cm               | Milan Pírek 733 cm     |
| Trojskok                      | Ondřej Vodák 15,48     | Jiří Zeman 15,14                  | Matyáš Vrtiška 15,01   |
| Vrh koulí                     | Tomáš Staněk 21,59 m   | Martin Novák 19,56 m              | Jan Touš 16,42 m       |
| Sedmiboj 9.–11. 2. 2018 Praha | Jan Doležal 6021 bodů  | Adam Sebastian Helcelet 5951 bodů | Marek Lukáš 5824 bodů  |

### Ženy
| Soutěž                       | Zlato                              | Stříbro                    | Bronz                        |
| 60 m                         | Klára Seidlová 7,23 – český rekord | Marcela Pírková 7,39       | Barbora Procházková 7,43     |
| 200 m                        | Alena Symerská 23,81               | Jana Slaninová 23,96       | Kateřina Vávrová 24,39       |
| 400 m                        | Martina Hofmanová 53,64            | Marcela Pírková 53,67      | Tereza Petržilková 53,77     |
| 800 m                        | Diana Mezuliáníková 2:07,01        | Kateřina Hálová 2:07,89    | Renata Vocásková 2:09,25     |
| 1500 m                       | Simona Vrzalová 4:19,26            | Lucie Maršánová 4:33,21    | Iveta Rašková 4:33,41        |
| 3000 m                       | Lucie Maršánová 9:35,56            | Aneta Chlebiková 9:53,15   | Barbora Jíšová 9:56,13       |
| 60 m př.                     | Kateřina Cachová 8,22              | Lucie Koudelová 8,28       | Markéta Štolová 8,49         |
| Skok do výšky                | Lada Pejchalová 189 cm             | Michaela Hrubá 186 cm      | Nikola Strachová 183 cm      |
| Skok o tyči                  | Jiřina Ptáčníková 443 cm           | Amálie Švábíková 431 cm    | Aneta Morysková 416 cm       |
| Skok daleký                  | Kateřina Hýsková 618 cm            | Kateřina Dvořáková 616 cm  | Kateřina Cachová 614 cm      |
| Trojskok                     | Lucie Májková 13,26 m              | Šárka Buranská 12,67 m     | Barbora Klímová 12,22 m      |
| Vrh koulí                    | Markéta Červenková 16,24 m         | Jana Kárníková 14,90 m     | Gabriela Pallová 14,83 m     |
| Pětiboj 9.–11. 2. 2018 Praha | Eliška Klučinová 4663 bodů         | Kateřina Cachová 4464 bodů | Kateřina Dvořáková 4042 bodů |